# Jindřichov u Hranic
Jindřichov (deutsch Heinrichswald) ist eine Gemeinde in Tschechien. Sie liegt zwölf Kilometer nördlich von Hranice und gehört zum Okres Přerov.

## Geographie
Jindřichov befindet sich im Süden der Oderberge. Das Waldhufendorf erstreckt sich über eine Länge von drei Kilometern entlang des Baches Luha. Nördlich erhebt sich der Hügel Varta (Heinrichswalder Berg, 590 m).
Nachbarorte sind Spálov im Norden, Dobešov im Nordosten, Veselí im Osten, Nejdek im Südosten, Střítež nad Ludinou im Süden, Partutovice im Südwesten sowie Hilbrovice und Heltínov im Nordwesten.

## Geschichte
Das Dorf entstand am Übergang vom 12. und 13. Jahrhundert im Zuge der Kolonisation der Gebiete nördlich und nordöstlich von Hranice durch die Benediktinerabtei Rajhrad.
Der Ort wurde einer Überlieferung zufolge nach seinem Lokator Heinrich (Jindřich), einem Köhler, der mit seinen Brüdern Bartolomäus und Dobesch die Dörfer Partutovice und Dobešov gegründet haben sollen, als Heinrichswald bezeichnet. Eine andere Legende gibt als Namenspatron einen örtlichen Vogt namens Heinrich an, zuvor soll das Dorf Dlouhá Ves (Langendorf) geheißen haben.
Die erste urkundliche Erwähnung stammt aus dem Jahre 1499. 
Nach der Aufhebung der Patrimonialherrschaften wurde Jindřichov / Heinrichswald 1850 zu einer selbstständigen Gemeinde in der Bezirkshauptmannschaft Mährisch Weißkirchen. Nach dem Münchner Abkommen wurde die Gemeinde am 1. Oktober 1938 zusammen mit den ebenfalls mehrheitlich von Tschechen bewohnten Dörfern Střítež nad Ludinou / Ohrnsdorf, Partutovice / Bartelsdorf, Luboměř / Laudmer, Spálov / Sponau und Heltínov / Scherzdorf dem Deutschen Reich zugeschlagen. Nach Verhandlungen wurde Jindřichov, wie auch Partutovice und Střítež nad Ludinou am 21. November 1938 an die Tschechoslowakei zurückgegeben. Im Zuge der Gebietsreform von 1960 und der Auflösung des Okres Hranice wurde Jindřichov zum 1. Januar 1961 dem Okres Přerov zugeordnet. Seit 1995 führt die Gemeinde Jindřichov ein Wappen und Banner.

## Gemeindegliederung
Für die Gemeinde Jindřichov sind keine Ortsteile ausgewiesen.

## Sehenswürdigkeiten
- Kirche Mariä Himmelfahrt, erbaut 1752 anstelle eines dem hl. Johannes dem Täufer geweihten Kirchleins
- Pfarrhaus, errichtet 1802, heute Sitz des Gemeindeamtes
- Kapelle der hl. Theresia
- Kapelle des hl. Wenzel
- barocke Statue des hl. Johannes von Nepomuk, errichtet 1802